# آبخوری

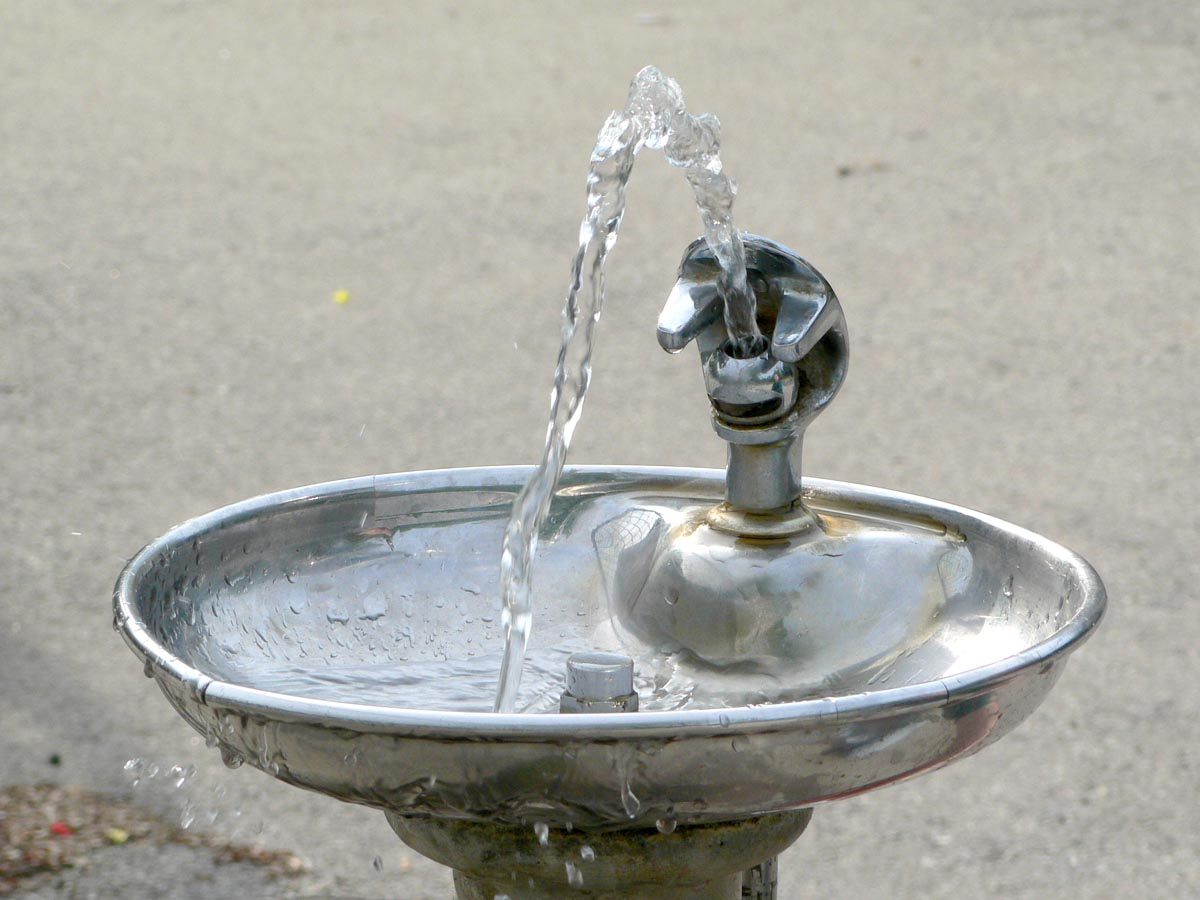
یک آبخوری معمولی

آبخوری فواره‌ای است که جهت تأمین آب آشامیدنی طرّاحی شده‌است. آبخوری معمولاً از یک حوضچه با آب جاری یا یک شیر آب تشکیل شده‌است. نوشنده به سمت جریان آب خم می‌شود و آب را مستقیماً از شیر می‌نوشد. آبخوری‌های داخلی امروزی ممکن است فیلترهایی برای حذف ناخالصی‌ها از آب و چیلر برای کاهش دمای آن داشته باشند. آب‌خوری‌ها معمولاً در مکان‌های عمومی مانند مدارس، سرویس‌های بهداشتی، کتابخانه‌ها و فروشگاه‌های مواد غذایی یافت می‌شوند.

## در کشورهای مختلف
پیش از آن که آب آشامیدنی در خانه‌های شخصی به وجود بیاید، آب آشامیدنی از طریق دسترسی به آبنماهای عمومی در اختیار شهروندان شهرها قرار می‌گرفت.

### ایتالیا

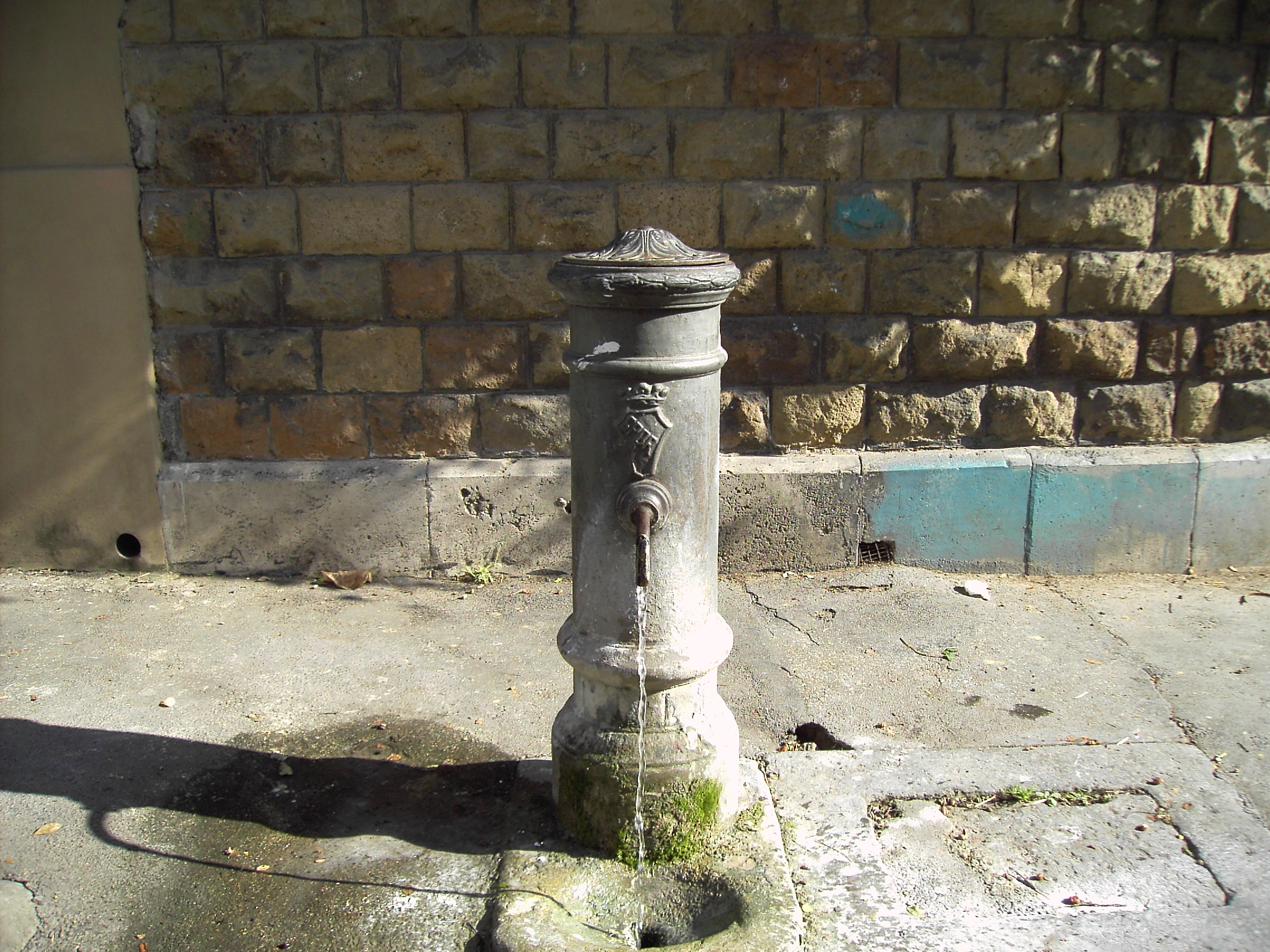
یک آبخوری در رم

بسیاری از این فواره‌های نوشیدنی عمومی اولیه را می‌توان در شهرهایی مانند رم دید، که در آنجا به آنها فونتانل‌ و ناسونی‌ (بینی بزرگ) می‌گویند. این آبخوری‌ها امروزه هم مورد استفاده قرار دارند.

### ایران
در ایران، به فضاهای کوچکی در معابر برای آب دادن به رهگذران تشنه درست می‌شدند، سقاخانه می‌گفتند. سقاخانه معمولاً ظروف سنگی بزرگی بودند که آب آشامیدنی در آن‌ها ریخته می‌شد و پیاله‌هایی با زنجیر به آن‌ها بسته می‌شد. در ابتدا سقاخانه‌ها بیشتر جنبهٔ خدمات رسانی داشتند ولی به مرور زمان جنبه‌ای مذهبی نیز پیدا کردند و با شخصیت‌های مذهبی همچون ابوالفضل ارتباط پیدا کردند.